# 趙祥 (明朝)
趙祥（1441年—？），字夢麟，直隸鎮江府丹徒縣人，軍籍。明朝政治人物。進士出身。

## 生平
成化四年（1468年）戊子科應天鄉試第一百二名舉人。成化五年（1469年）聯捷乙丑科會試第一百八十九名，殿試登進士第二甲第五十名。

## 家族
曾祖父趙誠。祖父趙琦。父亲趙銓。